# Paul Winfield
Paul Edward Winfield (22. května 1939 Los Angeles, Kalifornie – 7. března 2004 Los Angeles, Kalifornie) byl americký herec.
Herectví se začal věnovat v polovině 60. let 20. století, v době, kdy afroameričtí herci byli obsazováni jen vzácně. První větší roli dostal v roce 1969 ve filmu Ztracený muž, na přelomu 60. a 70. let se proslavil v sitcomu Julia. Roku 1972 se objevil v hlavní mužské roli ve filmu Sounder, za kterou byl nominován na Oscara. V roce 1978 ztvárnil postavu Martina Luthera Kinga v minisérii King, za tento výkon byl nominován na cenu Emmy, stejně jako v roce 1979 za roli v minisérii Kořeny. Emmy pro nejlepšího hostujícího herce v dramatickém seriálu získal v roce 1995 za roli v seriálu Picket Fences.
Winfield je znám také fanouškům sci-fi. V roce 1982 ztvárnil kapitána Clarka Terrella ve filmu Star Trek II: Khanův hněv, roku 1984 se objevil jako detektiv Ed Traxler ve snímku Terminátor. Hostoval také v seriálech Star Trek: Nová generace (epizoda „Darmok“, 1991) a Babylon 5 (1995), hrál ve filmu Mars útočí! (1996).
Byl gayem, od 70. let 20. století měl vztah s architektem Charlesem Gillanem, Jr., který zemřel roku 2002. Sám Winfield, který dlouho bojoval s obezitou a cukrovkou, zemřel v roce 2004 na infarkt myokardu.